# Smirnite
La smirnite è un minerale.